# عبد الله الجازي
عبد الله الجازي (1954-31 مايو 2014) سياسي أردني. شغل منصب وزير الدولة لشؤون مجلس الوزراء من عام 1994 إلى 1995. وكان النائب الأول لرئيس مجلس النواب في الدورة الثانية من عمر البرلمان الخامس عشر. وعضو في حزب التيار الوطني. تخرج من كلية الطب في جامعة القاهرة عام 1979. شغل عبد الله الجازي العديد من المناصب منها:
- وزير الدولة في رئاسة الوزراء.
- رئيس لجنة الشؤون العربية والدولية في مجلس النواب الثالث عشر.
- مدير عام الخط الحجازي .